# Norderstedt
Norderstedt je najveći grad okruga Segeberg u sjevernoj Njemačkoj, u pokrajini Schleswig-Holstein. Pripada aglomeraciji Hamburga. Na površini od 118,69 km² krajem 2007. godine živjelo je 71.903 stanovnika.

## Geografija
Norderstedt se nalazi na jugu Schleswig-Holsteina i graniči sa sljedećim kvartovima Hamburga: Niendorf, Langenhorn, Hummelsbüttel, Poppenbüttel, Lemsahl-Mellingstedt i Duvenstedt. Norderstedt je površinom treći, a brojem stanovnika peti grad Schleswig-Holsteina.
Iz Norderstedta se stiže za 60 minuta na Baltičko more i na Sjeverno more, a za 30 minuta u centar Hamburga.

## Demografija
(na 31. prosinca)
| Godina | Broj stanovnika |
| ------ | --------------- |
| 1998.  | 71.621          |
| 1999.  | 71.056          |
| 2000.  | 71.523          |
| 2001.  | 72.016          |
| 2002.  | 71.990          |
| 2003.  | 71.695          |
| 2004.  | 71.377          |
| 2005.  | 73.239          |
| 2007.  | 71.903          |
| 2008.  | 71.929          |
| 2010.  | 71.992          |
| 2011.  | 72.436          |
| 2012.  | 74.574          |

## Povijest
Norderstedt je osnovan 1. siječnja 1970. spajanjem sela:
- Friedrichsgabe (okrug Pinneberg)
- Garstedt (okrug Pinneberg)
- Harksheide (okrug Stormarn)
- Glashütte  (okrug Stormarn)

Tijekom 1940-ih na ovo područje naselilo se mnogo izbjeglica iz istočnonjemačkih područja, kao što su istočna Pruska i Gornja Šleska. Također, kroz kasnija doseljavanja Hamburžana (suburbanizaciju), sva četiri naselja su znatno porasla. Vlada iz Kiela je odlučila da će novostvoreni grad pripasti okrugu Segeberg.

### Gradske četvrti

#### Garstedt
Garstedt, koji se prvi put spominje 1370. u dokumentima hamburške trgovačke komore, najstarija je i ekonomski najjača četvrt grada.  U sklopu separacije (reforme zemljišta) 1794. osnovano je mjesto/regija Garstedt Feld (Garstedt polje). U toj regiji naseljavaju se siromašniji seljaci, koji se većinom bave proizvodnjom treseta, kao obični obrtnici i nadničari.
Godine 1887. izgradila se prva vjetrenjača, a dvije godine kasnije Garstedt i Harksheide postaju neovisna crkvena općina. Godine 1900. Garstedt ima 1327 stanovnika, što je do 1939. naraslo gotovo četverostruko, na 4869 stanovnika. Gradnja crkve započete 1906. prekinuta je 1960-ih i umjesto toga izgrađena je druga crkva.
Veliko značenje za ovu regiju od početka je imala granica između Hamburga i Holsteina, tzv. Ochsenzoll (Volova carina). Od 15. stoljeća do ranog 19. stoljeća volovi iz Hamburga tjerani su u močvaru Harksheide, tada najveću močvaru, i Heide u Holsteinu. Volovi su se morali cariniti na granici prema Hamburgu. Do 1840. carina se plaćala u Garstedtu, a poslije toga u carinskoj kući (koja još uvijek postoji) u Harksheideu. Godine 1867. Schleswig-Holstein dobiva status pruske provincije, čime se carina ukida.
Danas se zadnja stanica hamburške podzemne željeznice zove Ochsenzoll, kao podsjetnik na nekadašnju carinu.

#### Harksheide
Harksheide, koji se u dokumentima prvi put spominje 1374. godine, nalazi se sjeverno od Ochsenzolla. Stanovništvo se bavilo proizvodnjom treseta i obradom zemlje. Harkseide je dugo pripadao upravi Kanzleigut Tangstedta, tako da se u Harksheideu nije stvorio centar, nego je iz početka samo bio skupina kuća. Od kraja devetnaestog stoljeća broj stanovnika se smanjuje, a tek dolaskom hamburškog lokalnog prometa taj se trend mijenja.
Izgradnjom podzemne željeznice do Ochsenzolla, Harksheide postaje prigradsko naselje te se dalje razvija, pa je broj stanovnika narastao 1939. na 2800.
Od 1934. do 1939. cionistička omladinska organizacija "Hechaluz" (hebrejski: Pionir) na "Brüderhofu" (Bratski dvor) posjedovala je poljoprivrednu zanatsku zadrugu, gdje su se mladi Židovi pripremali za emigraciju u Palestinu i na rad u kibucima. Bila im je to prilika pobjeći od diskriminacije u Trećem Reichu.
Poslije Drugog svjetskog rata broj stanovnika se udvostručio, iz razloga što su Harksheide naselili od bombi potjerani Hamburžani i izbjeglice s istoka. Na prostoru koji je pripadao SS-u od 1950. se stvara obrtnička zona Stonsdorf, preseljenjem tvornice biljnih likera iz Stonsdorfa iz Šleske. Pri ulasku u sastav grada Norderstedta, 1. siječnja 1970. godine, Harksheide je imao 20.000 stanovnika.

#### Glashütte
Glashütte se izvorno zvao "Tangstedterheide" i pripadao je Kanzleigutu Tangstedt. Sastojao se samo od samostojećih seljačkih dobara tog Kanzleiguta. Godine 1740. u močvari Glasmooru napravljena je staklana, koja se samo četiri godine kasnije ugašena. Tek 1876. Tangstedterheide postaje samostalan i ulazi u sastav okruga Tangstedt.
Stanovnici su pokraj poljoprivrede radili na proizvodnji treseta u močvarama Glasmoor i Wittmoor, koje su pripadale općini. Godine 1869. osniva se poduzeće za obradu treseta, a 1896. je naselje preimenovano u Glashütte.
Godine 1917. grad Hamburg kupuje močvaru Glasmoor, kako bi tamo gradio zatvor, koji je dovršen 1922. Zatvorenici su morali raditi na proizvodnji treseta. Produženjem linije podzemne željeznice 1921. stanovništvo se povećava na 1300 (1939.) Od ožujka do listopada 1933. u Wittmooru je postojao jedan od prvih sabirnih logora NSDAP-a. Oko 140 logoraša mučeni su i podvrgnuti prisilnom radu na tresetištu.
Pri ulasku u sastav grada Norderstedta, 1. siječnja 1970. godine, u Glashütteu je živjelo 6800 osoba.

#### Friedrichsgabe
Najmlađe je od četiri naselja. Godine 1821. osnovao ga je Johann Daniel Lawaetz iz Hamburga. Lawaetz je namjeravao osnovati koloniju za siromašne, a potrebno je zemljište dobio od danskog kralja Fridrika VI., koji je istodobno bio vojvoda Schleswiga i Holsteina. U spomen na kraljevu darežljivost, mjesto je dobilo naziv Frederiksgabe (dar Fridrika).
Naseljavanje je počelo s 20 siromašnih obitelji, koje su trebale živjeti od poljoprivrede, tako da ne moraju više biti ovisni o milostinji i drugim potporama. Ipak, zemlja tamo nije bila tako plodna i naseljene obitelji su ovisile o drugim prihodima, kao što je proizvodnja treseta. Godine 1873. službeno se prestaje s projektom, koji se proglašava neuspješnim.
Naselja Frederiksgabe, Meeschensee, Haslofurth i Dreibeken spojila su se u općinu Friedrichsgabe. Oko 1900. u Friedrichsgabeu je živjelo tek 400 ljudi.

#### Mitte (Sredina)
U geografskoj sredini sva četiri naselja nastaje Norderstedt-Mitte, koji pokraj novih kuća za stanovanje obuhvaća sve važne uprave, oblasti i komunalne zgrade, kao i gradsku vijećnicu.

## Politika

### Gradsko vijeće
Na zadnjim je izborima u ožujku 2003. CDU s 50,8 % glasova osvojio apsolutnu većinu. Do ožujka 2007., radi raznoraznih unutrašnjih problema, CDU gubi svoju većinu u gradskom vijeću.
Gradsko vijeće:

CDU: 20
SPD: 12
GALiN: 3 (Zelena alternativa lista Norderstedta)

FDP: 2 + 2
bez frakcije: 1 

### Gradonačelnik
Od 1998. je Hans-Joachim Grote (CDU) gradonačelnik, kao prvi direktno izabrani načelnik Norderstedta. U lipnju 2004. ponovo je izabran na razdoblje od šest godina.
Njegovi su zamjenici prvi gradski vijećnik Dr. Harald Freter i drugi gradski vijećnik Thomas Bosse.

### Grb
Grb se sastoji od štita s dva plava i dva srebrna polja, s crvenim središnjim grbom, unutar kojeg je osmokraka, srebrna zvijezda, na vrhu koje je srebrni ljiljan. Četiri polja na štitu simboliziraju četiri općine koje su osnovale Norderstedt.
Korištenje norderstedtskog grba stanovnicima se Norderstedta može odobriti samo u posebnim slučajevima na temelju propisa grada. Rigorozno se kažnjava neovlašteno korištenje grba bilo kojih građanskih inicijativama.

### Zastava
Zastava je bijele boje, a u sredini se nalazi gradski grb.

### Gradovi prijatelji
- Maromme
- Oadby and Wigston
- Zwijndrecht
- Kohtla-Järve

## Ekonomija i infrastruktura

### Promet
Norderstedt je uključen u javni, lokalni promet Hamburga. Linija U1 podzemnog vlaka spaja Norderstedt s Hamburgom, a Alsternordbahn sa sjevernijem mjestima kao što su Henstedt-Ulzburg i Kaltenkirchen. Isto tako, četvrti grada, druga mjesta u okolici i industrijske zone spajaju mnoge autobusne linije. Krajem 2004. renovirana je glavna autobusna stanica u Garstedtu, direktno kod kupovnog centra "Herold-Center". Vikendom i praznicima dodatno postoji noćna autobusna linija 616.
U Norderstedt se može isto ući preko autoceste A7, kao i preko savezne ceste B 432. Postoje dva izlaza koja direktno vode prema gradu. Hamburški aerodrom je samo nekoliko kilometra udaljen od grada, a sjeverni je dio piste u području Norderstedta.

### Mediji
Norderstedt je sjedište regionalnog studija NDR-a, u kojem se proizvodi radijski i TV program. U tjednu se više puta emitira regionalna emisija za hamburški okoliš.
Norderstedt ima i svoju lokalnu televiziju (NOA4), koja jednom dnevnom po pola sata emitira svoju najnoviju emisiju, a ostatak dana ponavlja isto. NOA4 se također može pratiti preko njihove webstranice.
Također Norderstedt ima svoje lokalne novine, kao što su "Heimatspiegel", "Heimatspiegel Extra", "Lokalanzeiger", "Norderstedter Sonntags Anzeiger" i "Norderstedter Wochenblatt".

### Ekonomija
Na gradskom području postoji više poslovnih zona; ovdje se nalaze poznata poduzeća poput Ethicona, Schülke & Meyera, Jungheinricha, Herza i poduzeće iz grupe Stern-Wywiol.
Odmah do aerodroma gradi se novi logistički-industrijski centar.

## Zanimljivosti
- Norderstedt ima jednu od najvećih koncentracija automobila po stanovniku (537 na 1000 stanovnika)
- Ukupno postoji 44 km staza za jahanje
- U Njemačkoj je jedinstven slučaj da je tjedna tržnica u dva grada (Hamburg i Norderstedt) i s time u dvije pokrajine.
- 2011. će u Norderstedtu biti izložba vrtlarstva ("Landesgartenschau").
- Norderstedt ima isti pozivni broj kao Hamburg, a od 1961. do 1993. je imao i isti poštanski broj.
- Norderstedt nema, unatoč veličine mjesta, svoje profesionalne vatrogasce, već se vatrogastvo grada sastoji od četiri dobrovoljna vatrogasna društva.

## Obrazovanje
Norderstedt je prvi grad u pokrajini Schleswig-Holstein koji ima vlastiti obrazovni portal. Također ima razne mogućnosti dodatnog obrazovanja, kao što su "Volkshochschule", gdje se nude jezični i drugi tečajevi.  
Gradska biblioteka Norderstedta ima svoje filijale u svim četvrtima grada. Ukupno biblioteka obuhvaća oko 150.000 medija raznih vrsta.

## Šport
U Norderstedtu postoje različite rekreacijske mogućnosti i brojni sportski klubovi.

### Američki nogomet
U klubu "SV Friedrichsgabe" postoji sekcija američkog nogometa, "Nordic Wolves". Momčad igra na Moorbekstadionu, koji prima 3500 gledatelja.

### Nogomet
Najveći klub u Norderstedu je "1. SC Norderstedt". Njihova nogometna momčad je 1990. bila na pragu ulaska u 2. Bundesligu, ali su u doigravanju izgubili od TSV 1860 Münchena te se nisu kvalificirali. Godine 2003. nogometna se sekcija izdvaja iz matičnog kluba i osniva se novi klub, Eintracht Norderstedt. Ostali nogometni klubovi su: TuRa Harksheide, Norderstedter SV, SV Friedrichsgabe, Glashütter SV, FFC Nordlichter Norderstedt i novoosnovani 1. Norderstedter Fußballclub (NFC).
Nogometni klub HSV posjeduje u Norderstedu veliko zemljište, gdje njihova prva momčad trenira, a juniorske ekipe treniraju i igraju svoje utakmice.

### Rukomet
Postoje dva rukometna kluba, HGN (Handball-Gemeinschaft Norderstedt) i NSV (Nordersteder SV). Oba kluba igraju u dvorani Schulzentrum Süd. Momčad HGN-a od 2008. igra u 3. njemačkoj ligi. Također su juniorska ženska i muška ekipa igrale u Prvoj njemačkoj juniorskoj ligi.

### Borilački sportovi
U Norderstedtu se već više godina zaredom održava Europsko prvenstvo u kickboxingu. Human Nikmaslak, višestruki svjetski prvak, posjeduje u Norderstedtu školu borilačkih vještina.

### Tenis
U četvrti Glashütte nalazi se najveći teniski klub u Schleswig-Holsteinu, s 14 vanjskih i tri dvoranska terena.

### Vodeni sportovi
Postoji i plivački klub Startgemeinschaft Wasserratten e.V., čija je najpoznatija članica bila Sandra Völker.

## Poznate osobe
- skladatelj i glumac Ernst Bader (1914. – 1999.) bio je građanin Norderstedta i sahranjen je na groblju Garstedta,
- austrijski skladatelj i pijanist Hans Rahner (1905. – 2008.), živio je i radio u Norderstedtu,
- nogometaš Uwe Seeler (* 1936), živi u Norderstedtu,
- nogometaš Ditmar Jakobs (* 1953.), živi u Norderstedtu,
- Goombay Dance Band, koja je imala 1980. hit s pjesmom Sun of Jamaica, potječu iz Norderstedta,
- blues glazbenik Tom Shaka (* 1953.), živi u Norderstedtu,
- dizajner Victor Colani (* 1933), živi i radi u Norderstedtu,
- nogometni trener Kuno Klötzer (*1922.), živi u Norderstedtu

## Vanjske poveznice
- Službena stranica (njem.) (engl.)
- Obrazovni portal Norderstedta  Arhivirana inačica izvorne stranice od 15. svibnja 2007. (Wayback Machine) (njem.)
- Društvo za razvoj Norderstedta (njem.)
- Archiva Norderstedta, vijesti i termini za regiju (njem.)
- Kultura i politika u Norderstedtu (njem.)